# Laphria hermanni
Laphria hermanni là một loài ruồi trong họ Asilidae. Laphria hermanni được Meijere miêu tả năm 1924. Loài này phân bố ở miền Ấn Độ - Mã Lai.